# 小行星1974
小行星1974（1974 Caupolican）是一颗绕太阳运转的小行星，为主小行星带小行星。该小行星于1968年7月18日发现。
該小行星以馬普切領袖考波利坎命名。

## 轨道参数
小行星1974的轨道半长轴为3.1652877 UA，离心率为0.101。